# Dobrovolný svazek obcí Pečecký region
Dobrovolný svazek obcí Pečecký region je dobrovolný svazek obcí podle zákona v okresu Kolín a okresu Nymburk, jeho sídlem jsou Pečky a jeho cílem je celkový rozvoj mikroregionu, ÚP, životní prostředí, cestovní ruch. Sdružuje celkem 15 obcí a byl založen v roce 2000.

## Obce sdružené v mikroregionu
- Pečky
- Dobřichov
- Plaňany
- Radim
- Chotutice
- Nová Ves I
- Kostelní Lhota
- Vrbčany
- Ratenice
- Vrbová Lhota
- Milčice
- Velim
- Hořátev
- Tatce
- Písková Lhota